# إيزابيل ديلغادو
إيزابيل ديلغادو (بالإسبانية: Isabel Delgado) هي سباحة متزامنة مكسيكية، ولدت في 9 يوليو 1987 في مدينة مكسيكو في المكسيك.

## وصلات خارجية
- إيزابيل ديلغادو على موقع أوليمبيديا (الإنجليزية)